# Lac Soscumica
Pour les articles homonymes, voir Soscumica.
Le lac Soscumica est un plan d'eau douce de la partie Sud du territoire de Eeyou Istchee Baie-James (municipalité), dans la région administrative du Nord-du-Québec, dans la province de Québec, au Canada. La partie Sud du lac Soscumica s’étend dans le canton de Millet.
La foresterie constitue la principale activité économique du secteur. Les activités récréotouristiques (surtout la chasse et la pêche) arrivent en second, grâce au plan d’eau navigable, incluant les affluents.
Le bassin versant du lac Soscumica est accessible grâce à la route de la Baie James (sens Nord-Sud) passant à 22,8 km à l’Est. Le côté Ouest du lac est desservi par une route d’hiver (sens Nord-Sud). La surface de la rivière est habituellement gelée du début novembre à la mi-mai, toutefois la circulation sécuritaire sur la glace se fait généralement de la mi-novembre à la mi-avril.

## Géographie
D’une longueur de 39,9 km], le lac Soscumica épouse la forme de grand V ouvert vers le Sud-Ouest. La partie nord (sens Est-Ouest) comporte un bras d’une longueur de 20 km ; le bras de l'axe nord-sud mesure 23 km. La largeur de ce plan d’eau varie généralement de 1 à 5 km, sauf la baie à l’embouchure de la rivière Muskiki qui s’étend jusqu’à 8,8 km. Le lac Soscumica comporte de nombreuses îles, presqu’îles et baies.
Ce lac est traversé par la rivière Nottaway laquelle draine le lac Matagami (situé au Sud).
La confluence de la rivière Nottaway avec le lac Soscumica est située à 44,4 km au Nord du centre-ville de Matagami. Le lac Soscumica est situé à 19 km au Sud de la Colline Kauskwepatinach dont le sommet atteint 322 m.
Les principaux bassin versant voisin du lac Soscumica sont :
- côté Nord : rivière Muskiki, rivière Iskaskunikaw, rivière Pauschikushish Ewiwach ;
- côté Est : rivière Waswanipi, lac Ouescapis, lac Poncheville, rivière Chensagi, rivière Maicasagi ;
- côté Sud : rivière Nottaway, lac Matagami ;
- côté Ouest : rivière Nottaway, rivière des Deux Lacs, lac Montreuil, rivière Kitchigama.

L’embouchure de ce lac Soscumica est situé à :
- 123,8 km au Sud-Est de l’embouchure de la rivière Nottaway (confluence avec la baie de Rupert) ;
- 65 km au Nord du centre-ville de Matagami ;
- 130,8 km à l’Est de la frontière Québec-Ontario ;
- 36 km au Nord-Ouest de l’embouchure du lac Matagami[1].

## Toponymie
Le géologue Robert Bell, explorant la rivière Nottaway en 1895-1896, traduit Soscumica par rives glissantes. Ce nom pourrait provenir du terme cri « soos'koskumikaw », de « soo'skwaw », glissant et oskumikaw, sol, terrain.
Le toponyme "lac Soscumica" a été officialisé le 5 décembre 1968 par la Commission de toponymie du Québec lors de sa création.